# Qingxi (Shaoshan)
Die Großgemeinde Qingxi (chinesisch 清溪镇, Pinyin Qīngxī Zhèn) ist der Regierungssitz der kreisfreien Stadt Shaoshan, die zum Verwaltungsgebiet der bezirksfreien Stadt Xiangtan in der zentralchinesischen Provinz Hunan gehört. Qingxi hat seit der Gemeindereform von 2015 eine Fläche von 71,16 km². Am 1. November 2020 lebten dort 50.363 Menschen, mit 48,73 % fast die Hälfte der Bevölkerung von Shaoshan.

## Geschichte
Die Gegend von Qingxi ist seit der Bronzezeit besiedelt.
Als eigenständige Verwaltungseinheit wird der Ort erstmals in der Ming-Dynastie (1368–1644) erwähnt, damals unter der Bezeichnung „Dorf Juyi“ (居义里). In jener Zeit gehörte das Dorf zur Gemeinde Yifeng (移风乡) des Kreises Xiangtan.
In der Qing-Dynastie (1644–1911) war das Dorf unter der Bezeichnung Qidu (七都) bekannt. Im Jahr 1935 wurde das Dorf zur Gemeinde Qingxi hochgestuft. Der Name („Klarbach“) leitet sich vom Fluss Shaohe (韶河) ab, der nördlich am heutigen Stadtgebiet vorbeifließt, und nach dem auch der Qingxi-Berg (清溪山) sowie der mehr als tausend Jahre alte Qingxi-Tempel (清溪寺) benannt sind.
1947 wurde Qingxi die benachbarte Gemeinde Yintian (heute eine Großgemeinde) zugeschlagen. Damit bestand die Gemeinde  Qingxi nun aus 21 Bao (保), eine Überwachungseinheit des von der Kuomintang-Regierung übernommenen Baojia-Systems der Kaiserzeit, die etwa 100 Höfe umfasste. Das heutige Stadtgebiet von Qingxi bestand aus den Baos 5 bis 18, es lebten dort also etwa 1400 Familien mit ihren Hausangestellten bzw. landwirtschaftlichen Hilfskräften.
1957 wurden die Höfe der Gegend in der Landwirtschaftlichen Produktionsgenossenschaft Ersten Grades Shaoshan (韶山高级农业生产合作社) zusammengefasst, die 1958 in die Volkskommune Shaoshan (韶山人民公社) umgewandelt wurde.
Mit der Gründung der Volkskommune wurde die Gemeinde Qingxi aufgelöst. 1968, während der Kulturrevolution, wurde die Volkskommune aus der Zuständigkeit des Kreises Xiangtan herausgelöst und direkt der Provinzregierung von Hunan unterstellt. Erst im Februar 1981, fast fünf Jahre nach dem Tod von Mao Zedong, wurde dieser Vorgang rückgängig gemacht und die Kommune kam wieder zum Kreis Xiangtan.
Eigentlich hatten das Zentralkomitee der Kommunistischen Partei Chinas und der Staatsrat der Volksrepublik China am 12. Oktober 1983 angeordnet, dass bis Ende 1984 alle Volkskommunen aufzulösen und in Gemeinden umzuwandeln wären.
In Shaoshan stieß dies jedoch auf Widerstand, die Umwandlung in eine Gemeinde erfolgte erst 1985.
Im April 1986 genehmigte die Provinzregierung von Hunan mit Wirkung vom 1. Januar 1987 die Hochstufung des städtischen Gebiets um den Bahnhof zur Großgemeinde Qingxi.
Im Südwesten grenzten an Qingxi die Gemeinden Shaoshan und Daping (大坪乡), im Nordwesten die Gemeinde Yanglin (杨林乡), im Nordosten die Großgemeinde Ruyi (如意镇) und im Südosten die Gemeinde Yongyi (永义乡). Der Regierungssitz der Großgemeinde befand und befindet sich in der Yingbin-Straße (迎宾路) am westlichen Stadtrand.
Bei einer am 8. Dezember 2015 in ganz Hunan durchgeführten Gemeindereform wurden per Beschluss des Landtags und der Politischen Konsultativkonferenz der Provinz die Großgemeinde Ruyi sowie die Gemeinde Yongyi zu Verwaltungsdörfern herabgestuft und der Großgemeinde Qingxi unterstellt.
Damit erhöhte sich nun die Zahl der Verwaltungsdörfer in der Großgemeinde von fünf (Chaoyang, Huayuan, Qingxi, Shishan und Shizhong) auf zwölf.

## Administrative Gliederung
Qingxi setzt sich aus vier Einwohnergemeinschaften und zwölf Verwaltungsdörfern zusammen.
Diese sind:
| Einwohnergemeinschaft Gaoxin (高新社区); Einwohnergemeinschaft Bahnhof (火车站社区), Regierungssitz der Großgemeinde; Einwohnergemeinschaft Ruyiting (如意亭社区); Einwohnergemeinschaft Shaoshanchong (韶山冲社区); Dorf Changhu (长湖村); Dorf Donghu (东湖村); Dorf Houluo (厚罗村); Dorf Huayuan (花园村); | Dorf Meihu (梅湖村); Dorf Qingxi (清溪村); Dorf Ruyi (如意村); Dorf Shaonan (韶南村); Dorf Shihu (石湖村); Dorf Shishan (狮山村); Dorf Yangrong (杨荣村); Dorf Yongyi (永义村). |

## Basis Shaoshan zur Ex-situ-Lagerung von Mondbodenproben
Im Jahr 2013, während der Vorbereitungen für den zweiten Schritt (Landung) des Mondprogramms der Volksrepublik China, hatte es bei der Regierung der kreisfreien Stadt Shaoshan Überlegungen gegeben, am Schwanenberg bzw. Tian’e Shan (天鹅山) auf dem Gebiet des Dorfes Shishan (石山村) südlich der Stadt einen Populärwissenschaftlichen Raumfahrtpark (天鹅山航天科普博览园) anzulegen. Dies war an sich nicht abwegig. Der unweit von Qingxi in der Gemeinde Shaoshan geborene Revolutionsführer Mao Zedong gilt wegen der von dem Tang-Dichter Li Bai übernommenen Zeile „Wir können zum Himmel hinaufsteigen und den Mond herunterholen“ in dem Gedicht „Wieder auf den Jinggangshan steigen“ (水调歌头·重上井冈山), das er 1965, als mit dem Projekt 651 die chinesische Raumfahrt begann, geschrieben hatte, als Urvater des Mondprogramms.
Nichtsdestotrotz wurde der Plan am 13. Dezember 2013, kurz nach dem Start der Sonde Chang’e 3, wieder aufgegeben.
Als es darum ging, für die beim dritten Schritt (Rückkehr) des Mondprogramms vom Mond zurückgebrachten Bodenproben ein sicheres Außenlager zu finden – der Großteil des Materials wird am Hauptsitz den Nationalen Astronomischen Observatorien in Peking aufbewahrt – kam man jedoch wieder auf Qingxi zurück. Geologische Erkundungen ergaben, dass es am Schwanenberg nie Erdrutsche gegeben hatte und dass die Bedingungen für eine den Katastrophenschutz-Vorschriften entsprechende Einrichtung relativ günstig waren. Daher genehmigten die Nationale Behörde für Wissenschaft, Technik und Industrie in der Landesverteidigung sowie das Finanzministerium der Volksrepublik China im Jahr 2014 einen Antrag der Hunan-Universität, dort ein Reservelabor für die Mondproben einzurichten. Zusammen mit dem Zentrum für Monderkundungs- und Raumfahrt-Projekte der Nationalen Raumfahrtbehörde wurde ein unterirdischer Bunker angelegt. Der Grundriss der oberirdischen Anlage ist an einen traditionellen Siheyuan-Vierseithof angelehnt: rund um einen überdachten, quadratischen Innenhof sind der Kontrollraum, die Wachstube und die Werkzeugkammer angeordnet, an der vierten Seite des Hofes befindet sich das Eingangsportal. Der Komplex ist von einer Mauer umschlossen, er ist innen und außen kameraüberwacht.
Der unterirdische Teil der Anlage ist ein Reinraum der Klasse ISO 3, also mit weniger als 1000 Partikeln von ≥ 0,1 µm pro Kubikmeter Luft. Dies ist der auch in der Halbleiterfertigung übliche Standard, Wissenschaftler müssen Schutzkleidung anlegen und eine Luftdusche durchlaufen, bevor sie den Sicherheitsbereich betreten. Dort werden die Bodenproben in speziellen Behältern aufbewahrt, die mit unter leichtem Überdruck stehendem, hochreinem Stickstoff (99.9995 %) gefüllt sind, einem Inertgas, das die Proben vor chemischer Veränderung schützt. Die Überwachungssysteme, Feuerschutzanlagen etc. sind autark, um Beschädigungen durch Naturkatastrophen oder Sabotage zu vermeiden.
Im Juli 2021 waren die Bauarbeiten abgeschlossen und es fand eine mehrmonatige technische Überprüfung der Anlage statt. Im November 2021 wurde schließlich die Betriebsgenehmigung für die Basis Shaoshan des Mondprogramms zur Ex-situ-Lagerung von Mondbodenproben (探月工程月球样品备份存储韶山基地) erteilt. Am 25. Dezember 2021 wurde die Anlage mit der feierlichen Einlagerung eines Teils des von Chang’e 5 am 16. Dezember 2020 zurückgebrachten Materials offiziell in Betrieb genommen. Zu jenem Zeitpunkt war nicht geplant, weitere derartige Anlagen zu errichten, sondern die Basis Shaoshan auch für die voraussichtlich ab 2024 von Chang’e 6 etc. zurückgebrachten Bodenproben zu nutzen.[veraltet]

## Verkehrsanbindung
Am 5. September 1966 begann im Rahmen der Kulturrevolution der sogenannte „Revolutionstourismus“ (全国大串连), bei dem auf Anordnung des Zentralkomitees der KPCh und des Staatsrats der Volksrepublik China Gymnasiasten, Studenten und Werktätigen auf Kosten des Finanzministeriums im gesamten Land freie Fahrt mit Bus, Schiff und Bahn sowie Kost und Logis gewährt wurden, um ihren Horizont zu erweitern und den Kulturaustausch zu fördern. Eines der beliebtesten Reiseziele damals war das Geburtshaus von Mao Zedong in der Gemeinde Shaoshan, jeden Tag kamen mehrere zehntausend Besucher am Busbahnhof in der heutigen Einwohnergemeinschaft Shaoshanchong an. Eine neugebaute Straße von Xiangtan nach Qingxi, die heutige Staatsstraße S325, erwies sich als zu eng, um den Ansturm der Besuchermassen zu bewältigen.

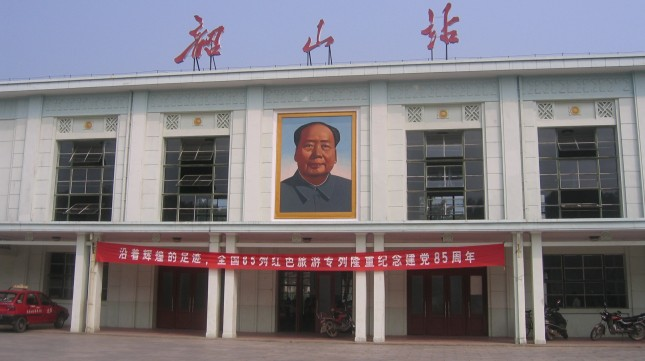
Bahnhof Shaoshan in Qingxi (2007)

Daraufhin schlugen im Oktober 1966 die Roten Garden der damaligen Eisenbahnakademie Changsha (长沙铁道学院, seit dem 1. Januar 1996 ein Teil der Universität Zentral- und Südchinas) vor, eine Bahnstrecke nach Shaoshan zu bauen. Über den Vorschlag wurde in der Presse breit berichtet, er fand im gesamten Land große Zustimmung. Der Landesverband Hunan der KPCh war angesichts der hohen Kosten strikt gegen das Projekt, am Ende setzten sich jedoch die Roten Garden durch. Am 13. November 1966 brachen mehr als hundert Rotgardisten und Eisenbahnexperten auf, um die Streckenführung zu erkunden, am 5. Dezember erklärte sich das Eisenbahnministerium der Zentralregierung bereit, die Kosten zu übernehmen. Anfang 1967 wurde mit den konkreten Planungen begonnen. Aufgrund von Fraktionskämpfen änderte sich die Struktur der Bauleitung mehrmals, enthusiastische Aktivisten begannen noch vor Abschluss der Planungen und bevor Bagger etc. vor Ort waren mit den Arbeiten. Am 13. Dezember 1967 war die 21,4 km lange Strecke vom Bahnhof Xiangshao (向韶站) an der Bahnstrecke Hunan-Guizhou nach Qingxi fertiggestellt. Ursprünglich sollte die Eröffnung am 26. Dezember, dem Geburtstag Maos, erfolgen. Dieser lehnte das jedoch als unangemessen ab und so fuhr der erste Zug von Changsha nach Shaoshan zwei Tage später am 28. Dezember 1967.